# Jára Beneš
Jára Beneš (5. června 1897 Praha – 10. dubna 1949 Vídeň) byl český zpěvák, herec, kapelník a hudební skladatel, jeden z nejznámějších hudebních umělců v prvorepublikovém Československu. Stal se interpretem či autorem řady známých, zejména operetních, písní, rovněž působil jako úspěšný autor filmové hudby, např. pro první československý zvukový film C. a k. polní maršálek z roku 1930.

## Život

### Mládí
Narodil se v Praze jako Jaroslav Beneš v české rodině. Po vychození obecné školy a gymnázia studoval z přání rodičů krátce na pražském ČVUT, studia však zakrátko zanechal a roku 1919 se nechal zapsat jako mimořádný posluchač skladby a instrumentace na pražské Státní konzervatoři. Další studium pak absolvoval soukromě.

### Kariéra
Roku 1920 nastoupil jako dvorní kapelník a skladatel v Bukurešti, ve 2. polovině 20. let pak přijal stejnou pozici v pražské Vinohradské zpěvohře. Posléze začal používat domáckou podobu svého jména, Jára Beneš.
Věnoval se kompozicím jevištní hudby, stejně tak složil celou řadu operetních písní i celých operet, některých posléze zfilmovaných režiséry Svatoplukem Innemannem, Karlem Lamačem či Vladimírem Slavínským. Již od roku 1930 se věnoval komponování také filmové hudby, za svou kariéru vytvořil hudbu pro více než 40 snímků. Působil rovněž jako operetní herec a zpěvák, písně rovněž vydával na gramofonových deskách. Působil jako hlasatel a hudebník v Československém radiojournalu (pozdější Československý rozhlas Praha), rovněž ztvárnil několik menších filmových rolí, většinou zpívajících hudebníku či pianistů.
V období německé okupace Čech, Moravy a Slezska a vyhlášení Protektorátu Čechy a Morava spolupracoval s německou okupační mocí, aby mohl pokračovat ve své práci. Jeho posledním filmem, ke kterému byl přizván jako autor hudby, byla komedie Přednosta stanice z roku 1941 v hlavní roli s Vlastou Burianem. Po skončení druhé světové války se z obav o stíhání pro kolaboraci s nacisty emigroval do Vídně, kde až do své smrti krátce hudebně činný.

### Úmrtí
Jára Beneš zemřel 10. dubna 1949 ve Vídni ve věku 51 let.

## Dílo

### Filmová hudba (výběr)
- C. a k. polní maršálek (1930)
- Dobrý voják Švejk (1931)
- To neznáte Hadimršku (1931)
- Anton Špelec, ostrostřelec (1932)
- Lelíček ve službách Sherlocka Holmesa (1932)
- Revizor (1933)
- Andula vyhrála (1938)
- Přednosta stanice (1941)

### Operety (výběr)
- Pařížanka (1933)
- Z pekla štěstí (1934)
- Uličnice (1936)
- Na tý louce zelený (1935)
- Za naší salaší (1938)
- Bílá orchidej (1943)